# エフゲーニ・ミトコフ
エフゲーニ・ヴィクトロヴィチ・ミチコフ（ロシア語: Евгений Викторович Митьков, 1972年3月23日 - ）は、ロシアの男子バレーボール選手、指導者。イルクーツク出身。ポジションはリベロ。元ロシア代表。

## 来歴
1992年バルセロナオリンピック後にナショナルチーム入り。はじめはレフトポジションに入っていたが、攻撃力よりもその守備力が買われ、リベロとして活躍した。ロシア代表として2000年シドニーオリンピックに出場し、銀メダルを獲得した。
1994年から数年の間、日本のVリーグ・JTサンダーズでプレーをし、その後、イタリア・セリエAのパルマへ移籍。モデナ在籍時の1998年にコッパ・イタリアの優勝を飾った。モンティキアーリを経て、ロシアスーパーリーグのクラブでプレーした。
2013年世界クラブ選手権では、準優勝したロコモティフ・ノヴォシビルスクの2ndアシスタントコーチを務めた。

## 球歴
- オリンピック - 2000年（銀メダル）
- 世界選手権 - 2002年（銀メダル）
- ワールドカップ - 1999年（金メダル）
- ワールドリーグ - 2002年（優勝）、1993年（準優勝）、2001年（3位）
- 欧州選手権 - 2003年（3位）

## 所属クラブ
- JTサンダーズ（1994-1996年）
- パッラヴォーロ・パルマ（1996-1997年）
- パッラヴォーロ・モデナ（1997-1998年）
- ガベカ・モンティキアーリ（2000-2001年）
- ロコモティフ・ベロゴリエ（2001-2002年）
- ゼニト・カザン（2002-2003年）
- ディナモ・モスクワ（2003-2005年）
- ロコモティフ・ノヴォシビルスク（2005-2007年）
- ウラル・ウファ（2007-2010年）
- ロコモティフ・ノヴォシビルスク（2010-2012年）